# Abena Appiah
Evelyn Abena Akuaba Appiah (nacida el 2 de junio de 1993) es una cantante, modelo y reina de belleza ghanesa-estadounidense que fue coronada Queen Beauty Universo 2016 y Miss Grand International 2020. Fue designada Miss Grand Estados Unidos y se convirtió en la primera mujer negra en ganar la corona de Miss Grand Internacional. Anteriormente representó a Ghana en Miss Universo 2014 y Miss Tierra 2019.

## Carrera temprana
También es una cantante, ha lanzado varios singles "Akomah" (2015), "Earth" (2019), "No Hit and Run" (2019) y "No More Hate" (2021).[7] Ha trabajado como modelo, apareciendo en videos musicales de "Wake Up in the Sky" cantada por Bruno Mars, Gucci Mane y Kodak Black, así como "El Anillo" de Jennifer López.

## Trayectoria
Abena comenzó en Top Model Ghana en 2013 y representó a su país en Top Model of the World, no clasificó. Al año siguiente, representó a Ghana en Miss Universo 2014, no logró clasificar.
Se unió a Miss Mundo América 2017 en representación de Nueva York. Años después, representó a Ghana nuevamente en Miss Tierra 2019, donde se logró en el Top 20 y ganó varios premios. Entrenó en el campamento Kagandahang Flores, un campamento de concursos con sede en Filipinas que entrena a aspirantes a reinas de belleza para concursos locales e internacionales.

### Miss Grand Internacional 2020
Se unió a Miss Grand USA 2020 , donde fue lo declararon como la ganadora y la primera afroamericana en ganar el título. .Eventualmente fue coronada como la ganadora de Miss Grand International 2020 por la titular saliente Miss Grand Internacional 2019, Valentina Figuera de Venezuela, el 27 de marzo de 2021, en el Show DC Hall en Bangkok, Tailandia, convirtiéndola en la primera mujer de los Estados Unidos en ganar la corona.

### Ubicaciones
| Competencia                    | Colocación   | Ubicación               | Premios Especiales | País           |
| ------------------------------ | ------------ | ----------------------- | --- | -------------- |
| Top Model Ghana 2013           | Ganadora     | Ghana                   | | Acra, Ghana    |
| Top Model of the World 2013    | No clasificó | Mar Rojo, Egipto        | | Ghana          |
| Miss Universo Ghana 2014       | Ganadora     | Acra, Ghana             | | Acra, Ghana    |
| Miss Universo 2014             | No clasificó | Florida, Estados Unidos | | Ghana          |
| Queen Beauty Universo 2016     | Ganadora     | España                  | | Ghana          |
| Miss Mundo América 2017        | Top 16       | Florida, Estados Unidos | - Top 10 – Top modelo - Top 10 – Deportes y Fitness | Nueva York     |
| Miss Tierra Ghana 2019         | Ganadora     | Acra, Ghana             | | Acra, Ghana    |
| Miss Tierra 2019               | Top 16       | Manila, Filipinas       | - Mejor en traje de noche - Lo mejor en ropa de playa - Mejor en Talento - Mejor en Resorts Wear - Miss Vivo - Miss Infinity Cosset - Miss DOH Reg 5 - Premio a la elección del público - Mejor en Filipina Terno - Miss Earth Flora 1a finalista | Ghana          |
| Miss Grand Estados Unidos 2020 | Ganadora     | Nueva York              | | Nueva York     |
| Miss Grand Internacional 2020  | Ganadora     | Bangkok, Tailandia      | - Top 20 - Mejor en traje de baño - Top 20: Cómo comer comida tailandesa en un desafío de 2 minutos | Estados Unidos |